# Josef Faltermeier
Josef Faltermeier (* 13. Dezember 1882 in Laberweinting; † 2. Februar 1956 in Tiefbrunn, heute Mintraching) war ein deutscher Politiker der BVP und der CSU.

## Leben und Beruf
Faltermeier besuchte die Volks- und Fortbildungsschule. Danach arbeitete er auf dem Anwesen seiner Eltern, ehe er in den aktiven Militärdienst eingezogen wurde. Durch diesen war er im Ersten Weltkrieg als Soldat im Einsatz. Im Zuge seiner Heirat zog Faltermeier nach Tiefbrunn (damals Gemeinde Moosham), um das dortige landwirtschaftliche Anwesen zu bewirtschaften. Daneben engagierte er sich als Bezirksobmann des Christlichen Bauernvereins sowie als Mitglied der Kreisbauernkammer Oberpfalz. 1933 wurde er in vierzehntägige "Schutzhaft" genommen. Nach dem Krieg wurde er zum Vorsitzenden der Bezirksbauernkammer Regensburg-Land und des Bayerischen Bauernverbandes in Regensburg ernannt, außerdem war er ehrenamtlicher Leiter einer Abteilung des Ernährungsamtes Regensburg und gehörte den Aufsichtsräten der Milchwerke und der Zuckerfabrik Regensburg an.

## Politik
In der Weimarer Republik gehörte Faltermeier der BVP und deren Landesausschuss an. Nach dem Krieg beteiligte er sich an der Gründung des CSU-Kreisverbandes Regensburg-Land und war auch deren erster Vorsitzender sowie Kreisrat in Regensburg. 1946 wurde er in die Verfassunggebende Landesversammlung berufen. Im selben Jahr erfolgte seine Wahl in den Bayerischen Landtag, dem er eine Wahlperiode bis 1950 angehörte.